# Young Magazine Uppers
Young Magazine Uppers (ヤングマガジンアッパーズ) est un bimensuel seinen publié au Japon du 1er avril 1998 au 19 octobre 2004 par Kōdansha.

## Liste des mangas publiés
- Piano no Mori de Makoto Isshiki (1998-) (transféré vers Morning après la disparition du magazine)
- Garōden de Keisuke Itagaki et Baku Yumemakura (1999-) (transféré vers Evening après la disparition du magazine)
- Hana Usagi de Kentarō Kobayashi (en) (1999-2004)
- Gregory Horror Show de Naomi Iwata (2000)
- Inu Neko Jump! de Mitsuru Hattori (2000-2001)
- Rose Hip Rose de Tōru Fujisawa (2002-2003)
- Otogi no Machi no Rena de Mitsuru Hattori (2002-2004)
- Basilisk de Masaki Segawa (2003-2004)
- Majokko Tsukune-chan (en) de Hiroaki Magari (2003-2004) (transféré vers Monthly Shōnen Sirius après la disparition du magazine)